# Schmahlfelds Schwarze
Schmahlfelds Schwarze auch Schmahlfelds Schwarze Herzkirsche oder Schmahlfelds Braune ist eine zu den Herzkirschen gehörende schwarze Sorte der Süßkirschen. 

## Herkunft
Die Sorte wurde um 1870 von einem Obstbauern mit Namen Schmahlfeld bei Werder entdeckt und von dort aus weiter verbreitet. 

## Frucht
Die Frucht ist mittelgroß, rundlich bis breitrundlich. Die weiche Haut ist in der Vollreife stark glänzend schwarz und sie ist sehr platzfest. Das weiche Fruchtfleisch ist vollreif schwarzrot, fast gallertartig, ohne Aroma, mit wenig Süße und deutlichem, leicht mandelartigem Bitterton. Der Saft ist stark färbend. Der Stein ist mittelgroß, rundlich-oval, mit kleinem Häkchen, an der Stempelseite leicht verschmälert. Der Stiel ist kurz, etwa 3 cm, dick und grün, mit großem Stielansatz. Sie reift einheitlich in der 4. Kirschwoche, sodass der Baum in einem Durchgang abgeerntet werden kann. Wegen des Bittertons ist sie vor allem als Konservenfrucht geeignet.

## Baum
Der Baum ist gesund und robust wächst mittelstark bis stark mit schräg aufrechten, sparrigen Leitästen. Die Krone wirkt bei älteren Bäumen knorrig. Er ist selbststeril und braucht einen Befruchtungspartner. Er blüht mittelspät, zu Blühbeginn gemeinsam mit stärkerem grünlichem Blattaustrieb. Der Ertrag ist hoch und regelmäßig. Die Sorte ist jedoch mittelmäßig anfällig für die Krötenhautkrankheit.